# Kilmarnock
Kilmarnock (en gaélico escocés: Cill Mheàrnaig) es una localidad del concejo de East Ayrshire, al oeste de Escocia. Cuenta con una población de más de 46 159 habitantes en 2011. Se encuentra situada entre Glasgow y Ayr y es atravesada por el río Irvine.

## Historia
El nombre de Kilmarnock está formado por el gaélico cill o kirk ("iglesia") y el apelativo Marnock (nombre de San Marnock, santo que también es recordado en la denominación de Portmarnock, en Irlanda). Efectivamente, se cree que este santo fundó una iglesia en la actual ubicación de Kilmarnock en torno al año 322.
La ciudad se desarrolló durante la Edad Media alrededor de lo que se denomina Laigh Kirk (Low Church, "iglesia baja"), aunque actualmente no se conserva nada de aquellas primitivas edificaciones (los edificios más antiguos conservados en Kilmarnock datan del siglo XVII). Hasta la Revolución industrial, Kilmarnoch siguió siendo un asentamiento de tamaño modesto, pero durante el siglo XIX experimentó una gran expansión, dando lugar a la creación de nuevos barrios y calles como King Street, Portland Street, St. Marnock Street, y por último John Finnie Street.
La ciudad de Kilmarnock basaba su economía en la industria textil y la ingeniería pesada. Sus alfombras eran famosas en Escocia y en todo el mundo (así por ejemplo, el RMS Titanic fue equipado con alfombras de Kilmarnock). Este pueblo disfrutó también de uno de los primeros tramos de ferrocarril del mundo (Kilmarnock-Troon, inaugurado en 1812), y una importante compañía de fabricación de ferrocarriles, la Glasgow and South Western Railway, tenía su base aquí. Por otra parte, el conocido whisky Johnnie Walker también tiene su origen en Kilmarnock.
La reconversión industrial que afectó a Escocia tras la Segunda 2º Guerra Mundial, y en especial en los años 60, también afectó a Kilmarnock. Muchas de sus industrias tradicionales cerraron o redujeron sus plantillas a causa de la competencia extranjera. Ello llevó a un periodo de depresión, durante el cual algunas calles del centro histórico fueron prácticamente abandonadas, y varios edificios históricos, como el Ayuntamiento, fueron demolidos. 
En la actualidad, Kilmarnock sigue intentando reactivar su economía y recuperar el atractivo de su zona central; además, se ha convertido en ciudad dormitorio para personas que trabajan en Glasgow, lo que se ha traducido en una subida del precio de la vivienda.

## Atractivos históricos y turísticos

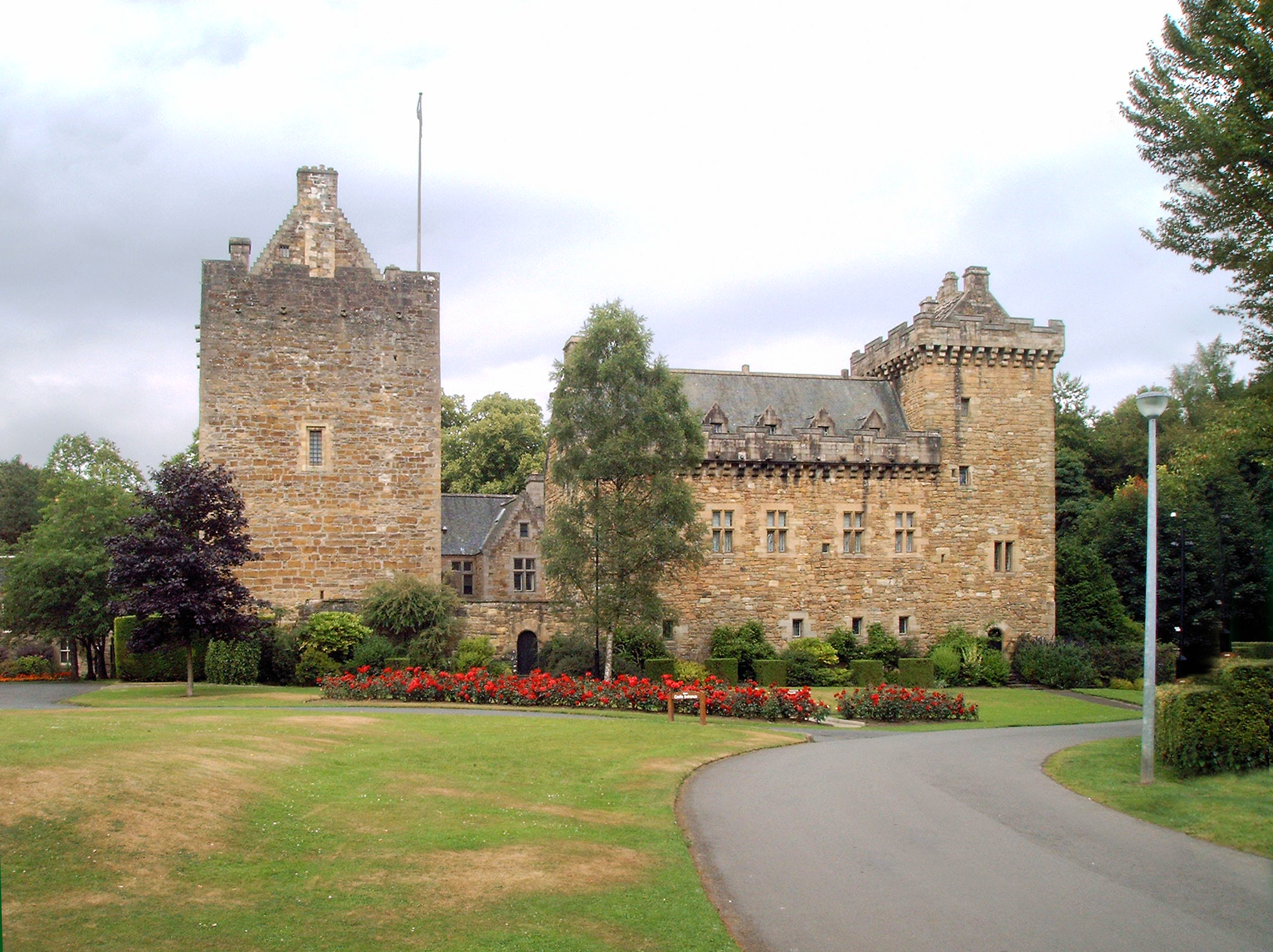
Una imagen del castillo de Dean, Kilmarnock.

Kilmarnock fue la ciudad donde Robert Burns publicó su primer libro de poemas, titulado Poems, chiefly in the Scottish dialect, en 1786, en lo que se conoce como la "Edición Kilmarnock". Para conmemorarlo, en 1879 se erigió un monumento en honor al poeta, el mayor que se le ha dedicado en toda Escocia.
Estudios recientes parecen apoyar también la teoría de que Kilmarnock, concretamente la zona de Ellerslie, fue la patria de William Wallace.
El Dean Castle, con sus amplios jardines y su colección de armas y armaduras es otro de los mayores atractivos turísticos de la ciudad, junto con el Dick Instituto, construido en 1901 y reconstruido en 1911, que actualmente alberga un museo y una biblioteca.

## Deporte
El equipo de fútbol de la ciudad, el Kilmarnock FC, es el club de fútbol más antiguo de Escocia, y el que más aficionados tiene si se exceptúan los clubs de las cuatro ciudades más grandes de Escocia (Glasgow, Edimburgo, Aberdeen y Dundee). Su estadio se denomina Rugby Park, porque en sus inicios albergaba encuentros tanto de rugby como de fútbol. Recientemente ha sido remodelado para cumplir con las normativas de seguridad. Además de los partidos de fútbol, el estadio ha albergado otras actividades deportivas y culturales, como el concierto de Elton John en 2005.
En Kilmarnock hay también dos campos de golf, "Annanhill Golf Course" y "Caprington Golf Course".
El centro de deporte y entretenimiento más importante de la ciudad es el Galleon Centre, que alberga una piscina, una pista de hielo, pistas de squash, sauna, sala de juegos y cafetería.

## Personas destacadas
- Jim Brown (1908-1994), futbolista.
- Colin Mochrie (1957), actor y humorista.
- Steven Cree (1981), actor.
- Biffy Clyro, banda de rock alternativo.
- Johnnie Walker (1805)

## Ciudades hermanadas
- Santa Coloma de Gramanet - España